# Kota (langue dravidienne)
Pour les articles homonymes, voir kfe.
Le kota (autonyme, [koːv maːnt]) est une langue dravidienne, parlée par environ 1 500 Kotas qui vivent  dans les collines de Nilgiri situées dans l'État de Tamil Nadu, en Inde.